# Список правителей Мосула
Список правителей Мосула.
| Годы правления       | Имя правителя или название династии          | Титулы правителей         | Дополнительная информация                                                   |
| -------------------- | -------------------------------------------- | ------------------------- | --------------------------------------------------------------------------- |
| 906—991              | Хамданиды                                    |                           | С 967 года вассалы Буидов                                                   |
| 991—1096             | Укайлиды                                     |                           | Вассалы Буидов                                                              |
| 1096—1102            | Кербога                                      | Амир, Атабек              | Наместник Сельджукидов                                                      |
| 1102—1107            | Шамс ад-Даула Чекирмиш (Джекермиш)           | Амир, Атабек              | Наместник Сельджукидов                                                      |
| 1107—1109            | Джавали Сакав                                | Амир, Атабек              | Наместник Сельджукидов                                                      |
| 1109—1113            | Маудуд Тунтекиноглу                          | Амир, Атабек              | Наместник Сельджукидов                                                      |
| 1113—1115            | Сайф ад-Дин Ак-Сонкур аль-Бурзуки (Барсаклы) | Атабек                    | Шахне Багдада (1105—1126), правитель Ирака (с 1122), амир Халеба (в 1125)   |
| 1115—1121            | Джуюш-бек                                    | Амир                      | Наместник Сельджукидов                                                      |
| 1121—1126 (повторно) | Сайф ад-Дин Ак-Сонкур аль-Бурзуки (Барсаклы) | Атабек                    | Шахне Багдада (1105—1126), правитель Ирака (с 1122), амир Халеба (в 1125)   |
| 1126—1127            | Изз ад-Дин Масуд ибн Ак-Сонкур               | Атабек                    | Сын Ак-Сункура аль-Бурзуки                                                  |
| 1127—1127            | ?                                            | Атабек                    | Сын Ак-Сункура аль-Бурзуки                                                  |
| 1127—1222            | Зангиды                                      | Атабек                    |                                                                             |
| 1222—1259            | Бадр ад-Дин Лулу ибн Абдаллах                | Атабек аль-Малик ар-Рахим | Гулям Арслан-шаха I, с 1211 г. регент Мосула, с 1245 г. вассал монголов     |
| 1259—1262            | Рукн ад-Дин Исмаил ибн Лулу                  | Атабек аль-Малик ас-Салих | Сын Лулу, в 1262 году отпал от монголов, был ими побеждён, пленён и казнён. |